# Ambyr Childers
Ambyr C. Childers (Murrieta, 18 luglio 1988) è un'attrice statunitense.

## Biografia
Ha debuttato come attrice nel 2000 a 12 anni, e al cinema, è nota per il film The Master del 2012.
È sposata con il produttore televisivo Randall Emmett e ha due figli, nati nel 2010 e nel 2013.

## Filmografia

### Cinema
- L'uomo dei miei sogni (Carolina), regia di Marleen Gorris (2003)
- Dickie Roberts - Ex piccola star (Dickie Roberts: Former Child Star), regia di Sam Weisman (2003)
- All Things Fall Apart, regia di Mario Van Peebles (2011)
- House of the Rising Sun, regia di Brian A. Miller (2011)
- Love, regia di William Eubank (2011)
- Setup, regia di Mike Gunther (2011)
- Una ragazza a Las Vegas (Ley the Favorite), regia di Stephen Frears (2012)
- Pleyback, regia di Michael A. Nickles (2012)
- Freelancers, regia di Jessy Terrero (2012)
- The Master, regia di Paul Thomas Anderson (2012)
- Gangster Squad, regia di Ruben Fleischer (2013)
- We Are What We Are, regia di Jim Mickle (2013)
- Vice, regia di Brian A. Miller (2015)
- Cambiare per amore (A Moving Romance), regia di William David Hogan (2017)

### Televisione
- La valle dei pini - serie TV (2006-2008)
- Aquarius - serie TV (2015)
- Ray Donovan - serie TV (2013-2016)
- You - serie TV (2018-2019)

## Doppiatrici italiane
Nelle versioni in italiano dei suoi film, Ambyr Childers è stata doppiata da:
- Eva Padoan in Ray Donovan, Cambiare per amore
- Domitilla D'Amico in The Master, You
- Germana Longo in We Are What We Are
- Chiara Gioncardi in Gangster Squad
- Joy Saltarelli in Aquarius